# Francis Assisi Chullikatt
Francis Assisi Chullikatt hoặc Phanxicô Chulikatt (sinh 1953) là một giám mục người Ấn Độ của Giáo hội Công giáo Rôma. Ông hiện là Sứ thần Tòa Thánh tại Kazakhstan, Tajikistan và Kyrgyzstan. Trước đó, ông còn đảm nhận nhiều vị trí quan trọng khác như Sứ thần Tòa Thánh tại Jordan và Iraq; Quan sát viên Thường trực Tổ chức các Quốc gia châu Mỹ (O.A.S.) và Quan sát viên của Tòa Thánh tại Liên Hợp Quốc.

## Tiểu sử
Tổng giám mục Sứ thần Francis Assisi Chullikatt ainh ngày 20 tháng 3 năm 1953 tại Bolghatty, Ấn Độ. Sau quá trình tu học dài hạn tại các cơ sở chủng viện theo quy định của Giáo luật, ngày 3 tháng 6 năm 1978, Phó tế Chullikatt tiến đến việc được truyền chức linh mục. Tân linh mục trở thành thành viên của linh mục đoàn Tổng giáo phận Verapoly.
Ngày 29 tháng 4 năm 2006, ở tuổi 53, Tòa Thánh thông báo về việc tuyển chọn linh mục Francis Assisi Chullikatt làm Tổng giám mục Hiệu tòa Ostra, chức danh Sứ thần Tòa Thánh tại Jordan và Iraq. Tân Tổng giám mục đã được tấn phong sau đó vào ngày 25 tháng 6 cùng năm. Ba vị giáo sĩ tham dự chính thức vào phần nghi lễ truyền chức gồm có Tổng giám mục Giovanni Lajolo, Ngoại trưởng Tòa Thánh làm chủ phong. Hai vị phụ phong gồm có tổng Giám mục Pedro López Quintana, Sứ thần Tòa Thánh tại Ấn Độ và Nepal và Tổng giám mục Tổng giáo phận Verapoly Daniel Acharuparambil, O.C.D.. Vị sứ thần chọn cho mình châm ngôn:Fidei in virtute.
Ngày 17 tháng 7 năm 2010, Tòa Thánh cho biết đã quyết định điều chuyển Tổng giám mục Chullikatt làm Quan sát viên Thường trực tại Liên Hợp Quốc. Từ tháng 5 năm 2012, ông còn kiêm nhiệm thêm chức danh Quan sát viên Thường trực Tổ chức các Quốc gia châu Mỹ (O.A.S.). Ngày 1 tháng 7 năm 2014, ông xin từ nhiệm khỏi các chức danh nói trên.
Ngày 30 tháng 4 năm 2016, Tòa Thánh quyết định chọn vị Tổng giám mục hồi hưu Chullikatt làm Sứ thần Tòa Thánh tại các quốc gia như Kazakhstan, Tajikistan. Sau đó ít lâu, đến ngày 24 tháng 6 cùng năm, Tòa Thánh lại cho biết bổ nhiệm Tổng giám mục Chullikatt kiêm luôn nhiệm vụ Sứ thần Tòa Thánh tại Kyrgyzstan. 